# Nino Benvenuti
Giovanni Benvenuti (Izola, 26 de abril de 1938-Roma, 20 de mayo de 2025) fue un boxeador italiano, considerado por muchos expertos como el mejor boxeador italiano de la historia.
Benvenuti participó en los Juegos Olímpicos de Roma 1960 en la categoría peso wélter y ganó la medalla de oro y el trofeo Val Barker como el mejor boxeador de los juegos. En el final de su carrera aficionado tenía un registro de 120 victorias y ninguna derrota.

## Biografía
El 20 de enero de 1961, hizo su debut profesional ganando a Ben Ali Allala, por decisión en seis asaltos. Ganó 29 combates antes de luchar por el título italiano del peso medio el 1 de marzo de 1963, en Roma ante Tomasso Truppi. Ganó el combate y el título después de noquear en el undécimo asalto a Truppi. Cuando ganó su combate número 46 se enfrentó a continuación al excampeón mundial Denny Moyer el 18 de septiembre de 1964, al que batió a los puntos en diez asaltos.
Tras 55 combates ganados, incluyendo una revancha ante Truppi al que ganó en cinco asaltos, se enfrentó al campeón del mundo Sandro Mazzinghi en Milán, el 18 de junio de 1965. Este combate fue muy esperado en Italia puesto que los dos luchadores eran italianos y ambos quisieron enfrentarse entre sí desde el principio para decidir quien era el mejor de su peso. Benvenuti ganó nuevamente el combate y se adjudicó el cinturón mundial peso superwélter tras noquearle en el sexto asalto. Como era común en esta época, después de ganar el título mundial, el campeón disputaba combates para ganar cinturones de menor categoría como el título europeo del peso medio que se adjudicó el 15 de octubre después de derrotar en seis asaltos por nocaut a Luis Folledo.
El 17 de diciembre se enfrentó en la revancha a Mazzinghi y volvió a ganar Benvenuti reteniendo su título del peso superwélter por decisión en 15 asaltos. Poco después tuvo tres victorias más sin el título en juego, ante Don Fullmer, por ejemplo, al que ganó en 12 asaltos por decisión. Después viajó hasta Corea del Sur y allí perdió su título mundial peso superwélter ante Soo Kim Ki, que lo ganó por decisión en 15 asaltos el 25 de junio de 1966. Benvenuti perdió su primer combate profesional y creyó que había sido una decisión injustificada por ser un boxeador local Kim Ki por lo que se concentró en el peso medio.
El 17 de abril de 1967, ganó a Emile Griffith por decisión en 15 asaltos en el Madison Square Garden de Nueva York en la primera de su trilogía de enfrentamientos. De esta forma volvió a conquistar el título mundial, en esta ocasión del peso medio pero de las dos asociaciones, la Asociación Mundial de Boxeo y del Consejo Mundial de Boxeo. En la revancha en el Estadio Shea el 29 de septiembre, sin embargo, perdió por decisión en 15 asaltos y también perdió los títulos. En 1967 también escribió su autobiografía, I, Benvenuti.
El 4 de marzo de 1968, volvieron a pelear Benvenuti y Griffith, otra vez en el Madison Square Garden, y ganó como en la primera ocasión después de derribar a Griffith en el noveno asalto y ganar a los puntos tras 15 asaltos, ganando otra vez los títulos mundiales. El 14 de diciembre en San Remo, volvió a pelear ante Fullmer, pero en esta ocasión con el título mundial en juego. Benvenuti retuvo los títulos ganando por decisión en 15 asaltos. Este mismo año ganó el premio concedido por la revista Ring Magazine al boxeador del año.
El 26 de mayo del año siguiente se enfrentó en un combate sobre el peso sin el título en juego con el campeón mundial del peso semipesado Dick Tiger y perdió por decisión en 10 asaltos. En el siguiente combate puso los títulos otra vez en juego, y en esta ocasión el 4 de octubre los retuvo por descalificación en siete asaltos del estadounidense Fraser Scott. El 22 de noviembre volvió a retener los títulos ante el excampeón mundial del peso wélter Luis Rodríguez noqueándole en 11 asaltos.
En el siguiente combate el 13 de marzo de 1970, fue noqueado en el séptimo asalto por el estadounidense Tom Bethea en Australia y terminó perdiendo en el octavo asalto aunque sin los títulos en juego. Poco después sin embargo, Benvenuti vengó esta derrota ganándolo en Croacia por nocaut en ocho asaltos. En su siguiente defensa se enfrentó al joven Carlos Monzón que lo venció por nocaut en 12 asaltos el 7 de noviembre en Roma, siendo nombrado el Combate del Año por Ring Magazine.
En 1971, tras perder en 10 asaltos por decisión ante José Roberto Chirino, tuvo una revancha ante Monzón por los títulos mundiales del peso medio el 8 de mayo. Benvenuti fue derribado en el segundo asalto y otra vez en el tercero y su entrenador arrojó la toalla en este asalto. Aquí anunció su retiro y nunca más volvió a pelear. Es miembro del Salón Internacional de la Fama del Boxeo.
Benvenuti se hizo un hombre de negocios y consejero de la ciudad de Trieste. Abrió restaurantes de clase y se hizo muy amigo de Monzón y Griffith. Envió a su hijo para recibir clases de boxeo con Griffith en Nueva York. Monzón fue invitado de honor en el programa de televisión de Benvenuti varias veces, y, cuando fue acusado de asesinar a su esposa en 1988, Benvenuti fue uno de sus defensores más leales, visitándolo en la cárcel en Argentina varias veces, y pidiendo por la libertad de Monzón. En 1995, sorprendió diciendo que había viajado a Calcuta, para hacerse voluntario en el hospicio de la madre Teresa.
Tras el fallecimiento de Éder Jofre en octubre de 2022, Benvenuti pasó a ser el campeón del mundo de boxeo vivo más longevo.

## Palmarés

### Aficionado
- 1956 Campeón de Italia peso wélter
- 1957 Campeón de Italia peso superwélter
- 1957 Campeón de Europa peso superwélter
- 1958 Campeón de Italia peso superwélter
- 1959 Campeón de Italia peso superwélter
- 1959 Campeón de Europa peso superwélter
- 1960 Campeón de Italia peso superwélter
- Ganó la medalla de oro en los Juegos Olímpicos de Roma 1960 en peso wélter:
  - Derrotó a Jean Josselin (Francia) puntos
  - Derrotó a Ki-Soo Kim (Corea del Sur) puntos
  - Derrotó a Chichman Mitzev (Bulgaria) puntos
  - Derrotó a Jimmy Lloyd (Gran Bretaña) puntos
  - Derrotó a Yuri Radonyak (Unión Soviética) puntos